# Podrebar (Buzet)
Podrebar je naselje u Republici Hrvatskoj, u sastavu Grada Buzeta, Istarska županija. 

## Stanovništvo
Prema popisu stanovništva iz 2001. godine, naselje je imalo 17 stanovnika te 7 obiteljskih kućanstava.
Prema popisu stanovništva iz 2011. godine, naselje je imalo 12 stanovnika.
| broj stanovnika | 81    | 88    | 114   | 125   | 111   | 107   |       |       | 58    | 55    | 48    | 47    | 22    | 18    | 17    | 12    |
|                 | 1857. | 1869. | 1880. | 1890. | 1900. | 1910. | 1921. | 1931. | 1948. | 1953. | 1961. | 1971. | 1981. | 1991. | 2001. | 2011. |